# Pithecellobium dulce

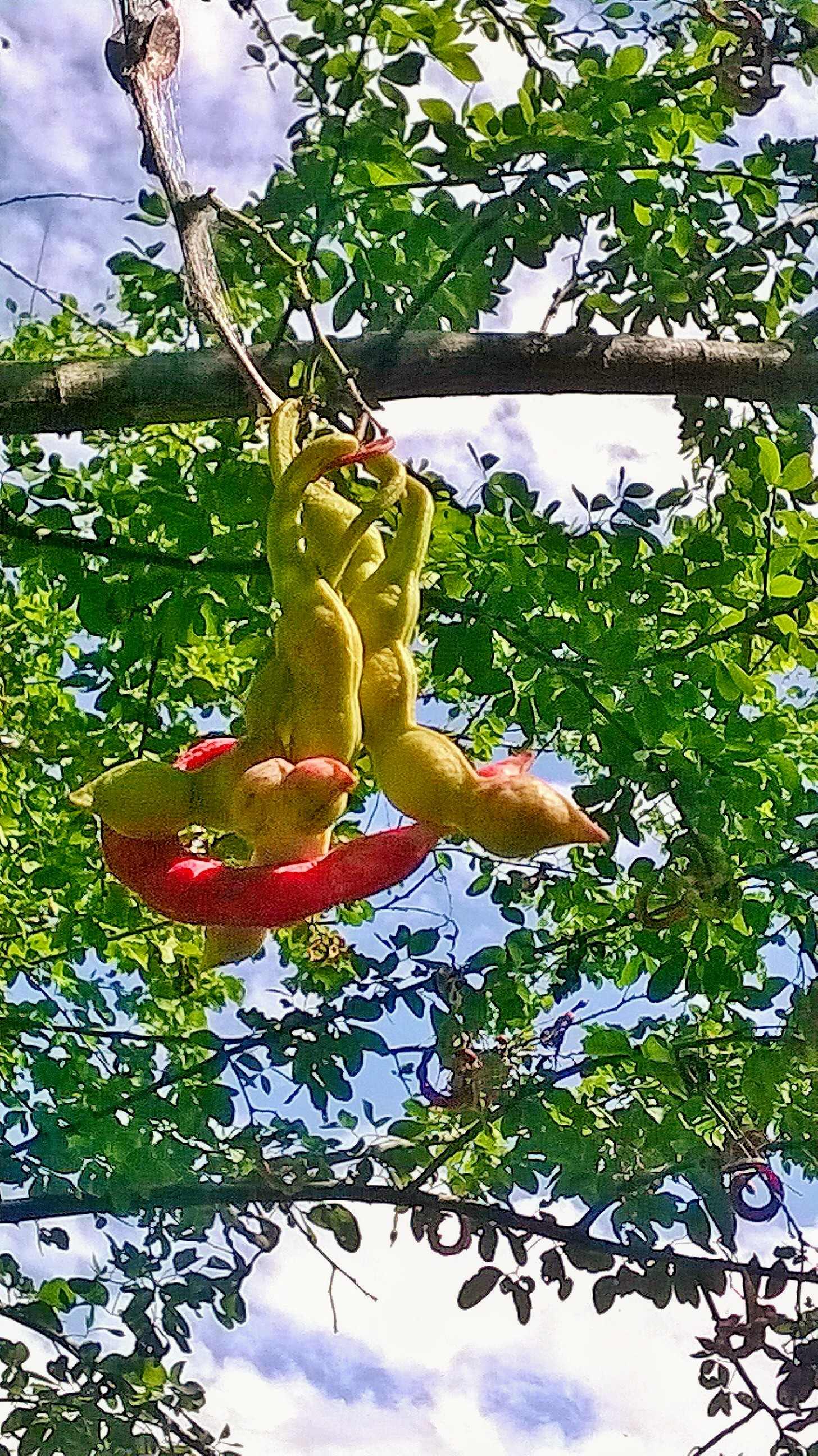
Fruto del gallinero (Rosca)

El Pithecellobium dulce, popularmente conocido como guamúchil (del náhuatl cuamóchitl, según en DLE), gallinero, pinzán, chiminango, payandé o gina; es un árbol de la familia de las leguminosas. Este árbol posee flores de un tono verde claro o amarillento. Su fruto comestible es una vaina angosta y larga, de 15 a 20 cm largo por 10 a 15 mm de ancho, se presenta encorvada o enrollada en forma de espiral, su pulpa puede ser blanca, rosa o rojo claro.
Este árbol es nativo de México, Centroamérica y norte de Sudamérica. Según el Diccionario de la lengua española, la palabra «guamúchil» puede emplearse para referirse tanto al árbol como a su fruto, aunque el fruto es más conocido como «rosca» en la Región del Évora, en el estado mexicano de Sinaloa, donde se encuentra la ciudad de Guamúchil, cuya planta epónima le ha dado nombre a dicha ciudad. En otras regiones se usa el término «guamaras» para referirse al fruto.
Es un árbol de tamaño mediano y crecimiento rápido, nativo a los trópicos americanos. Ha sido extensamente introducido a otras áreas con propósitos ornamentales, para la reforestación, para la producción de leña, forraje y numerosos otros productos. Llega a alcanzar los 25 metros de altura, aunque por lo común de miden de 5 a 22 m de altura, con un tronco corto de 30 a 75 cm en diámetro; una copa amplia y esparcida, y una corteza por lo general lisa y de color gris claro. Las ramitas delgadas y lánguidas presentan hojas compuestas bipinadas con cuatro hojillas oblongas y en la mayoría de los especímenes se pueden encontrar espinas apareadas en la base de las hojas. 
En las regiones de México donde este árbol crece es común el encontrar sus frutos a la venta en los mercados de los pueblos y ciudades, sus frutos son carnosos, usualmente se consumen crudos.
La especie se conoce también como una buena fuente de alimento para las abejas de miel.

## Descripción

### Forma
- Árbol o arbusto, espinoso, perennifolio, de 15 a 20 m de altura y con un diámetro a la altura del pecho de 80 cm (hasta 1 m), con ramas provistas de espinas.
- Copa piramidal o alargada, ancha y extendida (diámetro de 30 m), muy frondosa.
- Hojas en espiral, aglomeradas, bipinnadas, de 2 a 7 cm de largo, con un par de folíolos primarios, cada uno con un par de folíolos secundarios sésiles; haz verde pálido mate.
- Tronco derecho, ramas delgadas y ascendentes provistas de espinas.
- Corteza externa lisa o ligeramente fisurada, gris plomiza a gris morena con bandas horizontales protuberantes y lenticelas pálidas en líneas longitudinales.
- Corteza interna de color crema claro, se torna pardo rosado con el tiempo, fibrosa, con ligero olor a ajo.

### Flor
- Inflorescencias axilares de 5 a 30 cm de largo.
- Panículas péndulas de cabezuelas tomentosas, cada cabezuela sobre una rama de 2 a 5 mm.
- Cabezuelas de 1 a 1.5 cm de diámetro.
- Flores pequeñas ligeramente perfumadas, actinomórficas, blanco-cremosas o verdes.

### Fruto
Vainas delgadas de hasta 20 cm largo por 10 a 15 mm de ancho, enroscadas, tomentosas, péndulas, rojizas o rosadas, constreñidas entre las semillas y dehiscentes. Se abren por ambos lados para liberar numerosas semillas.

### Semilla
Semillas de 7 a 12 mm de largo, ovoides aplanadas de coloración negra, rodeadas de un arillo dulce, blanco o rosado. Testar delgada y [permeable] al agua.

### Clima
En el área de distribución natural del guamúchil, el clima es subtropical y tropical, de seco a semiárido, con una precipitación anual promedio que fluctúa entre 500 y 1000 mm. Ha sido plantada con éxito en áreas con una precipitación anual promedio con un límite inferior de hasta 400 mm y con una estación seca de un máximo de 4 a 5 meses.,  La especie se considera por lo general como resistente al calor y la sequía. El guamúchil crece bien en regiones semiáridas en la India, caracterizadas por unas temperaturas mensuales promedio que fluctúan entre 7 y 8 °C en el mes de enero y hasta de 40 a 42 °C en mayo y junio.

## Distribución
El área de distribución natural del guamúchil se extiende desde la latitud 3°a la 28°N. e incluye las cuestas cerca del océano Pacífico en México y el sur de California, a través de toda la América Central hasta el norte de Colombia y Venezuela. En México, el guamúchil crece también de manera natural en la península de Yucatán y en un área que incluye partes de Tamaulipas, Colima, San Luis Potosí, Querétaro, Hidalgo, Puebla, Michoacán, Morelos, Guerrero, Durango  y el norte de Veracruz, el sur del Estado de México, además de Sinaloa. Fue introducido en las Filipinas temprano en la historia del comercio virreinal y poco después en la India, en donde fue descrito por primera vez y nombrado botánicamente en 1795. El árbol se ha naturalizado y se planta en muchas áreas fuera de su distribución original, incluyendo el sur de la Florida, Cuba, Jamaica, República Dominicana, Puerto Rico, Santa Cruz, Hawái, Filipinas, India y el este de África.

## Usos
Se le considera antiparasitario y astringente.
Además de usarse en el ámbito medicinal, efectivo para prevenir enfermedades, o curarlas, como la diarrea, males estomacales, cólicos, llagas, heridas, granos y reforzar la dentadura. También puede desarrollar gran cantidad de gases que a su vez limpian los conductos de microvirus en el organismo, evitando así posibles enfermedades.

## Ecología
Pithecellobium dulce es un hogar para las larvas de Melanis Pixe y para la Eurema blanda (Mariposa de origen indio).

## Otros nombres
En el sureste mexicano, específicamente en el estado de Tabasco es conocido popularmente con el nombre de "Tucuy". Se conoce como "Espina de Madrás" pero no es nativa de Madrás. El nombre "Tamarindo de Manila" es incorrecto, ya que este no está relacionado con el tamarindo, ni es nativo de Manila. Es llamado "seema chintakaya" en idioma télugu. En Venezuela también es conocido como Yacure. Otros nombres populares son:
- cuauhmochitl (Náhuatl), guamúchil / cuamúchil / huamúchil (México, Español)
- guamá americano (Puerto Rico)
- makham thet en tailandés: มะขามเทศ (Tailandia)
- ʻopiuma en hawaiano (Hawái)
- kamachile en filipino (Filipinas) y camachile en en español filipino, el varieante castellano de Filipinas
- pinzán (Guerrero, Michoacán, Morelos, (México))
- chiminango (Colombia)
- payandé (Colombia)
- Michigüiste en (Nicaragua)
- Mangollano (El Salvador)

## Sinónimos
Estos son varios de los sinónimos usados para referirse a esta planta.:
- Acacia obliquifolia M.Martens & Galeotti
- Albizia dulcis (Roxb.) F.Muell.
- Feuilleea dulcis (Roxb.) Kuntze
- Inga camatchili Perr.
- Inga dulcis (Roxb.) Willd.
- Inga javana DC.
- Inga javanica DC.
- Inga lanceolata sensu Blanco

Inga lanceolata Willd. es Pithecellobium lanceolatum
- Inga leucantha C.Presl
- Inga pungens Willd.
- Mimosa dulcis Roxb.
- Mimosa edulis Gagnep.
- Mimosa pungens (Willd.) Poir.
- Mimosa unguis-cati Blanco

Mimosa unguis-cati L. es Pithecellobium unguis-cati
- Pithecellobium littorale Record
- Pithecollobium dulce (Roxb.) Benth.